# جولييت كامبل
جولييت كامبل (بالإنجليزية: Juliet Campbell) هي عداءة سريعة جامايكية، ولدت في 17 مارس 1970 في كينغستون في جامايكا.

## وصلات خارجية
- جولييت كامبل على موقع الاتحاد الدولي لألعاب القوى (الإنجليزية)
- جولييت كامبل على موقع اللجنة الأولمبية الدولية (الإنجليزية)
- جولييت كامبل على موقع أوليمبيديا (الإنجليزية)